# 薩林 (密蘇里州)
薩林（英語：Saling）是位於美國密蘇里州奧德雷恩縣的非建制地區。

## 歷史
薩林的郵局於1884年設立，其後於1904年停運。

## 地理
薩林所處的海拔為高於海平面256米（即840英呎），而該地所採用的時區為UTC-6，即北美中部時區（CST）。同時該地設有夏令時間，為UTC-6調快一小時，即UTC-5（CDT）。